# Шуларик, Мориц
Мориц Шуларик (род. 1975, Берлин) — немецкий экономист, занимается исследованиями и преподаёт в Институте макроэкономики и эконометрики Рейнского университета имени Фридриха Вильгельма в Бонне.

## Карьера
Шуларик учился с 1996 года в Университете Парижа VII, получил степень магистра в 1998 году. Учился в Лондонской школе экономики по стипендии DAAD, где получил степень магистра наук (MSc). Получил третью степень (MA) в Университете Гумбольдта в Берлине в 2000 году.
В 2005 году получил докторскую степень в Свободном университете Берлина, там же преподавал в качестве младшего профессора с 2007 года, в 2012 году получил место профессора в Боннском университете. С тех пор преподаёт и проводит исследования в качестве профессора макроэкономики (университетский ранг W3). В 2008—2009 годах Шуларик был приглашённым профессором Кембриджского университета, в 2011—2012 годах — в Школе бизнеса Стерна Нью-Йоркского университета. В 2015—2016 учебном году был профессором Альфреда Гроссера в Институте политических исследований в Париже.
В 2018 году Шуларик был избран членом Берлинско-Бранденбургской академии наук.

## Исследования
В своих исследованиях Шуларик занимается монетарной макроэкономикой, международной экономикой и экономической историей. Его исследования причин финансовых кризисов и трансформации финансовой системы являются одними из наиболее цитируемых макроэкономических исследований.
В 2012 году получил стипендию Шумпетера от Фонда Фольксвагена для исследования финансовой стороны глобализации (финансиализации).
Работа Шуларика об экономических отношениях между Китаем и Америкой, причинах популизма и доходности различных классов активов также вызвала большой интерес со стороны экспертов и средств массовой информации. Статьи Шуларика публиковались, в частности, в New York Times, Financial Times и Süddeutsche Zeitung.

## Признание
- 2018: Премия Госсена Союза социальной политики[7].

## Публикации
- Der entzauberte Staat. Was Deutschland aus der Pandemie lernen muss. C. H. Beck, München 2021, ISBN 978-3-406-77782-0 (mit Anmerkungen).
- Moritz Kuhn, Moritz Schularick, Ulrike Isabel Steins: Income and Wealth Inequality in America, 1949—2016. In: Journal of Political Economy, 2020, doi:10.1086/708815.
- Alina Bartscher, Moritz Kuhn, Moritz Schularick: The College Wealth Divide: Education and Inequality in America, 1956—2016. In: Federal Reserve Bank of St. Louis Review 102(1), 2020, S. 19-49, doi:10.20955/r.102.19-49.
- Katharina Knoll, Moritz Schularick and Thomas Steger: No Price Like Home, American Economic Review, 2017, 107: 331—353.
- Manuel Funke, Moritz Schularick, Christoph Trebesch: Going to Extremes: Politics after Financial Crises, European Economic Review, 2016, 88: 227—260.
- Oscar Jordà, Moritz Schularick, Alan Taylor[англ.]: The Great Mortgaging: Housing Finance, Crises, and Business Cycles, Economic Policy, 2016, 85: 107—152
- Oscar Jordà, Moritz Schularick, Alan Taylor: Betting the House, Journal of International Economics, 2015, 96: 2-18.
- Oscar Jordà, Moritz Schularick, Alan Taylor: Leveraged Bubbles, Journal of Monetary Economics, 2015, 76: 1-20.
- Moritz Schularick, Alan Taylor: Credit Booms Gone Bust: Monetary Policy, Leverage Cycles, and Financial Crises, American Economic Review, 2012, 102: 1029—1061.
- Niall Ferguson, Moritz Schularick: The End of Chimerica, International Finance, 2011, 14: 1-26.
- Niall Ferguson, Moritz Schularick. Chimerica and global asset markets. Дата обращения: 11 июля 2014.